# Wrecking Ball (альбом Брюса Спрингстина)
Wrecking Ball (рус. «Сметающий шар») — семнадцатый студийный альбом американского музыканта Брюса Спрингстина, выпущен 5 марта 2012 года на фирме Columbia Records. Пластинка дебютировала на первом месте сразу в 15 странах мира, включая США (Billboard 200) и Великобританию (UK Albums Chart), где его тираж составил в первую неделю, 196 000 и 74 000 копий соответственно. «Wrecking Ball» стал для Брюса Спрингстина 10-м чарттоппером в США, деля в истории рок-музыки по этому показателю 3-место с Элвисом Пресли и уступая только группе Beatles (19 альбомов № 1) и исполнителю Jay-Z (12). В Великобритании это его 9-й альбом на вершине чарта королевства.
Журнал Rolling Stone назвал диск Лучшим альбомом 2012 года.

## Музыка и тексты
Музыкальный критик Роберт Кристгау интерпретировал первые шесть треков как «тяжелую иронию, переходящую в убийственную ярость, с отреставрированным арена-роком, чтобы вбить это в память».

## Отзывы
В целом альбом получил положительные отзывы музыкальных критиков. На сайте Metacritic, который присваивает средневзвешенную оценку из 100 баллов рецензиям и оценкам от отдельных мейнстримных критиков, альбом получил метарейтинг 78 баллов, основанный на 41 рецензии. Дэвид Фрик из Rolling Stone дал альбому восторженную рецензию, назвав его «самым отчаянным, конфронтационным и музыкально неспокойным альбомом Брюса Спрингстина за всю его историю». Иэн Уинвуд из BBC Music назвал альбом «произведением с выдающимся диапазоном и мастерским исполнением» и похвалил его музыку как «разнообразную и удивительную». Стив Лефтридж из PopMatters назвал его «целостно созданным» и написал, что «Спрингстин по-прежнему работает на полную катушку — пишет с поэтическим напором, опираясь на старые и новые традиции, поет и играет с первобытной силой и энергией, и выдает новый набор убийственных мелодий с новой звуковой мощью». Алексис Петридис из The Guardian писал, что альбом «почти полностью нарисован широкими мазками, но его напыщенность редко кажется пустой: она существует […] на службе гнева, который кажется праведным, затрагивающим и подлинным». Энди Гилл из The Independent счел альбом «гораздо более мрачным, чем предыдущие тирады Спрингстина о синих воротничках» и заявил: «В нем мало музыкальных новшеств, если они вообще есть, но с точки зрения политических намерений более жесткого и сложного альбома в этом году не найти».

## Коммерческий успех
Альбом дебютировал на первом месте в 16 различных странах, включая США и Великобританию с тиражами 196,000 и 74,000 копий продаж, соответственно. Wrecking Ball стал для Спрингстина его 10-м альбомом номер один в США, что стало равно достижению Элвиса Пресли и уступало только Beatles (19) и Jay-Z (12). К ноябрю 2013 года по данным Nielsen SoundScan тираж Wrecking Ball в США превысил 506,000 копий.
Wrecking Ball имел 1.5 млн копий продаж в мире в 2012 году, что сделало его 22-м бестселлером того года.
Президент Барак Обама использовал песню «We Take Care of Our Own» в качестве одной из главных песен своей предвыборной кампании, и она звучала во время многих остановок его избирательной кампании, в том числе сразу после его победной речи в ночь выборов. Спрингстин также появлялся на многих остановках во время предвыборной кампании, где он исполнял короткий акустический сет. Использование этой песни помогло увеличить её продажи на 409 %.

## Список композиций
Wrecking Ball был выпущен в трёх форматах: на двух виниловых пластинках (LP set), на лазерном диске-CD, и в цифровом формате (digital download).
Слова и музыка всех песен — Bruce Springsteen.
| №  | Название                  | Длительность |
| -- | ------------------------- | ------------ |
| 1. | «We Take Care of Our Own» | 3:54         |
| 2. | «Easy Money»              | 3:37         |
| 3. | «Shackled and Drawn»      | 3:46         |

| №  | Название               | Длительность |
| -- | ---------------------- | ------------ |
| 4. | «Jack of All Trades»   | 6:00         |
| 5. | «Death to My Hometown» | 3:29         |
| 6. | «This Depression»      | 4:08         |

| №  | Название        | Длительность |
| -- | --------------- | ------------ |
| 7. | «Wrecking Ball» | 5:49         |
| 8. | «You've Got It» | 3:03         |
| 9. | «Rocky Ground»  | 4:41         |

| №   | Название                  | Длительность |
| --- | ------------------------- | ------------ |
| 10. | «Land of Hope and Dreams» | 6:58         |
| 11. | «We Are Alive»            | 5:36         |

| №   | Название                                   | Длительность |
| --- | ------------------------------------------ | ------------ |
| 12. | «Swallowed Up (In the Belly of the Whale)» | 5:28         |
| 13. | «American Land»                            | 4:25         |

## Чарты
| Чарт (2012)                     | Высшая позиция |
| ------------------------------- | -------------- |
| Austrian Albums Chart           | 1              |
| Belgian Albums Chart (Flanders) | 1              |
| Belgian Albums Chart (Wallonia) | 3              |
| Canadian Albums Chart           | 3              |
| Danish Albums Chart             | 1              |
| Dutch Albums Chart              | 1              |
| Finnish Albums Chart            | 1              |
| French Albums Chart             | 3              |
| German Albums Chart             | 1              |
| Greece Albums Chart             | 24             |
| Hungarian Albums Chart          | 2              |
| Irish Albums Chart              | 1              |
| Italian Albums Chart            | 1              |
| New Zealand Albums Chart        | 1              |
| Norwegian Albums Chart          | 1              |
| Polish Albums Chart             | 10             |
| Portuguese Albums Chart         | 4              |
| Spanish Albums Chart            | 1              |
| Swedish Albums Chart            | 1              |
| Swiss Albums Chart              | 1              |
| UK Albums Chart                 | 1              |
| US Billboard 200                | 1              |

## Сертификации
| Регион | Сертификация | Продажи  |
| --- | ------------ | -------- |
| Австралия (ARIA) | Золотой      | 35 000^  |
| Австрия (IFPI Austria)                                                                                                   | Золотой      | 10 000*  |
| Канада (Music Canada) | Золотой      | 40 000^  |
| Финляндия (Musiikkituottajat)                                                                                            | Платиновый   | 20,814   |
| Франция (SNEP) | Золотой      | 50 000*  |
| Германия (BVMI) | Платиновый   | 200 000^ |
| Ирландия (IRMA) | Платиновый   | 15 000^  |
| Италия (FIMI) | Платиновый   | 60 000*  |
| Португалия (AFP) | Золотой      | 7500^    |
| Испания (PROMUSICAE) | Платиновый   | 40 000^  |
| Швеция (GLF) | Платиновый   | 40 000   |
| Швейцария (IFPI Switzerland)                                                                                             | Золотой      | 15 000^  |
| Великобритания (BPI) | Золотой      | 100 000* |
| США (RIAA) | Золотой      | 506,000  |
| * Данные о продажах приведены только на основе сертификации. ^ Данные о тиражах приведены только на основе сертификации. |              |          |